# جریان القای پرتو الکترونی

 جریان القا شده با پرتو الکترونی (EBIC) یک تکنیک تجزیه و تحلیل نیمه هادی است که در میکروسکوپ الکترونی روبشی  (SEM) یا میکروسکوپ الکترونی عبوری روبشی (STEM) انجام می شود. برای شناسایی اتصالات مدفون یا نقص در نیمه هادی ها یا برای بررسی خواص حامل اقلیت استفاده می شود. EBIC شبیه کاتدولومینسانس است زیرا به ایجاد جفت الکترون-حفره در نمونه نیمه هادی توسط پرتو الکترونی میکروسکوپ بستگی دارد. این تکنیک در تجزیه و تحلیل شکست نیمه هادی و فیزیک حالت جامد استفاده می شود.

SEM برای EBIC راه اندازی شد

جریان القا شده با پرتو الکترونی (EBIC) یک تکنیک تجزیه و تحلیل نیمه هادی است که در میکروسکوپ الکترونی روبشی (SEM) یا میکروسکوپ الکترونی عبوری روبشی (STEM) انجام می شود. برای شناسایی اتصالات مدفون یا نقص در نیمه هادی ها یا برای بررسی خواص حامل اقلیت استفاده می شود. EBIC شبیه کاتدولومینسانس است زیرا به ایجاد جفت الکترون-حفره در نمونه نیمه هادی توسط پرتو الکترونی میکروسکوپ بستگی دارد. این تکنیک در تجزیه و تحلیل شکست نیمه هادی و فیزیک حالت جامد استفاده می شود.

## فیزیک تکنیک
اگر نمونه نیمه هادی دارای میدان الکتریکی داخلی باشد، همانطور که در ناحیه تخلیه در یک اتصال پی-انیا اتصال شاتکی وجود دارد، جفت الکترون-حفره به دلیل میدان الکتریکی با رانش از هم جدا می شوند. اگر ضلع های p و n (یا نیمه هادی و تماس شاتکی، در مورد دستگاه شاتکی) از طریق یک پیکوآمتر به هم وصل شوند، جریانی جریان می یابد.
EBIC به بهترین وجه با قیاس قابل درک است: در یک سلول خورشیدی ، فوتون‌های نور بر روی کل سلول می افتند، بنابراین انرژی را تحویل می دهند و جفت حفره های دارای الکترون ایجاد می کنند و باعث می شوند جریانی جریان یابد. در EBIC، الکترون‌ های پرانرژی نقش فوتون‌ ها را بر عهده می‌ گیرند و باعث می‌ شوند جریان EBIC جریان یابد. با این حال، از آنجایی که پرتوهای دارای الکترون یک SEM یا STEM بسیار کوچک است، در سراسر نمونه اسکن می شود و تغییرات در EBIC القایی برای ترسیم فعالیت الکترونیکی نمونه استفاده می شود.

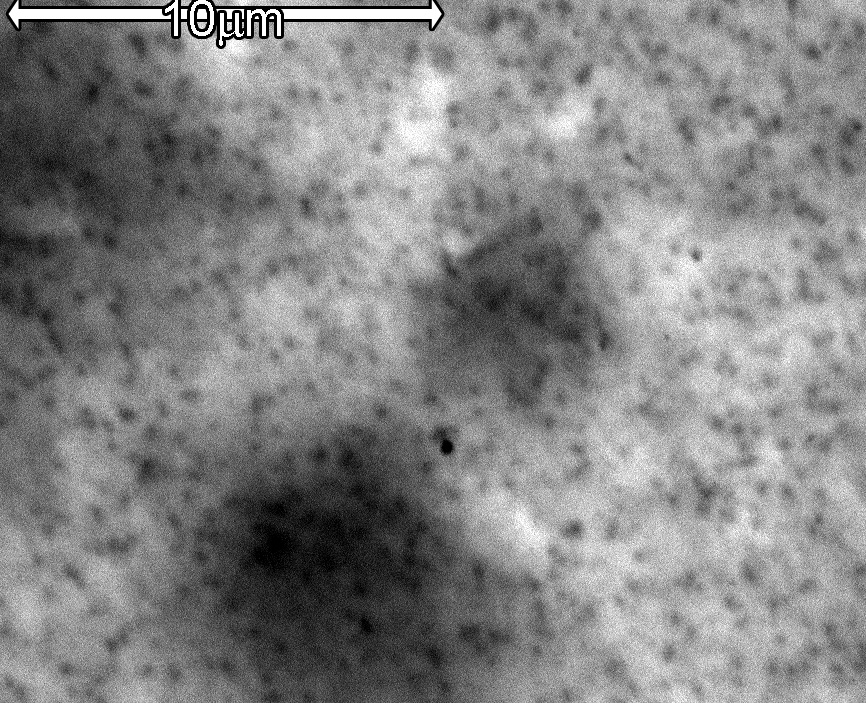
مشخصات طرح EBIC که عیوب یک دیود را نشان می دهد

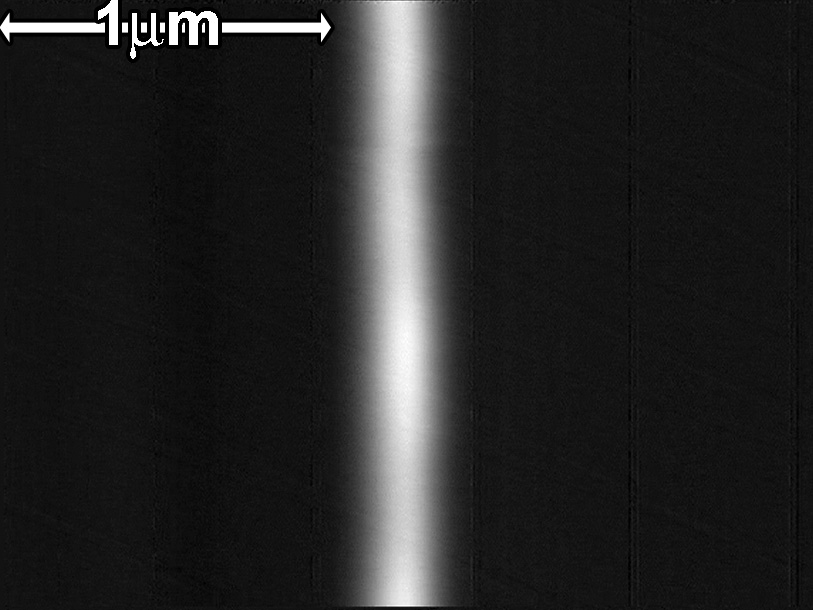
EBIC مقطعی یک اتصال پی-ان

با استفاده از سیگنال پیکوآمتر به عنوان سیگنال تصویربرداری، یک تصویر EBIC بر روی صفحه نمایش SEM یا STEM تشکیل می شود. هنگامی که یک دستگاه نیمه هادی به صورت مقطعی تصویر می شود، منطقه تخلیه هم سنجی EBIC روشن را نشان می دهد. شکل هم سنجی را می توان به صورت ریاضی برای تعیین ویژگی های حامل اقلیت نیمه هادی، مانند طول انتشار و سرعت نوترکیب سطح، مورد بررسی قرار داد. در نمای ساده، نواحی با کیفیت کریستالی خوب هم سنجی روشن را نشان می‌ دهند و نواحی حاوی نقص هم سنجی تیره EBIC را نشان می‌ دهند.
به این ترتیب، EBIC یک تکنیک تجزیه و تحلیل نیمه هادی است که برای ارزیابی خواص حامل اقلیت و جمعیت نقص مفید است.
EBIC را می توان برای بررسی اتصالات ناهمگون زیر سطحی نانوسیم ها و ویژگی های حامل های اقلیت استفاده کرد  .
EBIC همچنین برای مطالعه عیوب موضعی در مقره ها گسترش یافته است. به عنوان مثال، WS Lau ( Lau Wai Shing ) در دهه 1990 "جریان القا شده با پرتو الکترونی اکسید واقعی" را توسعه داد. بنابراین، علاوه بر اتصال pn یا اتصال شاتکی ، EBIC را می توان برای دیودهای MOS نیز اعمال کرد. عیوب موضعی در نیمه هادی و عیوب موضعی در مقره قابل تشخیص است. نوعی نقص وجود دارد که از بستر سیلیکونی منشأ می گیرد و به عایق بالای بستر سیلیکونی گسترش می یابد. (لطفاً به منابع زیر مراجعه کنید. )
اخیراً، EBIC برای دی الکتریک با کیفیت بالا که در فناوری پیشرفته CMOS استفاده می شود، استفاده شده است.

## EBIC کمی
اکثر تصاویر EBIC کیفی هستند و فقط سیگنال EBIC را به عنوان تصویر کنتراست نشان می دهند. استفاده از یک ژنراتور کنترل اسکن خارجی در SEM و یک سیستم اختصاصی جمع‌آوری داده‌ها امکان اندازه‌گیری‌های زیر picoamp را می‌دهد و می‌تواند نتایج کمی را ارائه دهد. برخی از سیستم‌ها به صورت تجاری در دسترس هستند که این کار را انجام می‌دهند و توانایی ارائه تصویربرداری عملکردی را با بایاس کردن و اعمال ولتاژ گیت به دستگاه‌های نیمه‌رسانا فراهم می‌کنند.